# Шагылыджов, Какабай Шаклычевич
Какабай Шаклычевич Шагылыджов (род. 10 января 1929, с. Сухты-2, Сталинский район, Туркменская ССР, СССР) — заслуженный деятель науки и техники Туркменистана, академик АМН Туркменистана, заведующий кафедрой судебной медицины и права Туркменского государственного медицинского университета, профессор.

## Биография
Родился 10 января 1929 г. в селе Сухты-2 (ныне — Мургапский этрап Марыйского велаята) Туркменской ССР в семье колхозника.
В 1949 г. окончил Мургабскую среднюю школу-интернат с серебряной медалью и поступил в Туркменский государственный медицинский институт. В 1955—1958 гг. обучался на кафедре судебной медицины Ленинградского педиатрического медицинского института, где защитил кандидатскую диссертацию. С 1958 года — заведующий кафедрой судебной медицины и права Туркменского государственного медицинского института. Председатель Научного совета Туркменского государственного медицинского института, руководитель Научно-учебно-практического центра по судебной медицине Туркменистана.
В 1975—1995 годах являлся председателем Ученого медицинского совета Минздрава Туркменистана. В течение нескольких десятилетий он избирался членом правления Всесоюзного научного общества судебных медиков, членом Центральной проблемной учебно-методической комиссии ГУУЗ Минздрава СССР, членом Научного совета по судебной медицине АМН СССР, членом редакционного совета журнала «Судебно-медицинская экспертиза», членом редакционной коллегии «Среднеазиатского медицинского журнала» и журнала «Здравоохранение Туркменистана».

## Научная деятельность
В 1974 г. защитил докторскую диссертацию. В 1992 году избран академиком АМН Туркменистана.
Автор более 140 научных работ. Подготовил 4 кандидатов наук.

### Избранные труды
- Шагылыджов К. Ш. Некоторые особенности скоропостижной смерти взрослых, связанные с климатическими условиями г. Ашхабада : Сб. тр. IV Всесоюз. конф. судебных медиков. — Рига, 1962. — С 183—185.
- Шагылыджов К. Ш., Пепчук Т. А. Редкая локализация смертельного укуса змеи // Судебно-медицинская экспертиза и криминалистика на службе следствия. — Ставрополь, 1971. — В. 6. — С. 522—523.
- Шагылыджов К. Ш., Орлова А. А. Скоропостижная смерть при эхинококкозе некоторых внутренних органов // Судебно-медицинская экспертиза и криминалистика на службе следствия. — Ставрополь, 1971. — В. 6. — С. 512—515.
- Шагылыджов К. Ш., Орлова А. А. История, современное состояние и перспективы развития кафедры судебной медицины ТГМИ // Здравоохранение Туркменистана, 1981. — № 10. — С. 36-37.
- Шагылыджов К. Ш. О диагностическом значении микроскопических изменений миокарда при скоропостижной смерти от безинфарктных форм ишемической болезни сердца // Судебная травматология и новые экспертные методы борьбы с преступлениями против личности. — Каунас, 1981. — С. 176—177.
- Шагылыджов К. Ш. Роль научно-медицинской информации в управлении медицинской наукой // Сб. 2-й респ. научно-практ. конференции изобретателей и рационализаторов МЗ ТССР. — Ашхабад, 1981. — С. 64-71.
- Шагылыджов К. Ш. Судебно-медицинская диагностика скоропостижной смерти от острой ишемической болезни сердца // 50 лет ТГМИ. — Ашхабад, 1981. — С. 69-71.
- Шагылыджов К. Ш., Орлова А. А., Сатылов С. С. Задачи судебно-медицинской службы Минздрава ТССР по совершенствованию лечебно-профилактической помощи населению в свете решений XXVI съезда КПСС // Матер. 2-го Всесоюз. съезда судебных медиков. — М.; Минск, 1982. — С. 34-86.
- Шагылыджов К. Ш. Логика составления студентами экспертных заключений //Тез. 9-й учебно-метод. конф. ТГМИ. — Ашхабад, 1982. — С. 95-96.
- Шагылыджов К. Ш. Совершенствование клинического мышления студентов на занятиях по разбору профессиональных правонарушений медицинских работников // Тез. 9-й учебно-метод. конф. ТГМИ. — Ашхабад, 1982. — С. 34-35.
- Шагылыджов К. Ш., Орлова А. А., Наубатов Т.X. Анализ патологических процессов — важный источник изучения предболезни на судебно-медицинском материале // Вопросы судебно-медицинской танатологии: Сб. науч. тр. — Харьков, 1983. — С. 30-32.
- Шагылыджов К. Ш., Орлова А. А., Аллабердиев Д. Д. Изучение атеросклеротического коронаросклероза при скоропостижной смерти от ишемической болезни сердца в зависимости от прижизненных проявлений болезни // Тез. респ. научно-практ. кардиологической конф. — Ашхабад, 1983. — С. 11-13.
- Шагылыджов К. Ш., Орлова А. Н. Скоропостижная смерть от ишемической болезни сердца в зависимости от прижизненных проявлений болезни // Тез. респ. научно-практ. кардиологической конф. — Ашхабад, 1983. — С. 11-13.
- Шагылыджов К. Ш., Орлова А. А. Вопросы подготовки врачей для сельской местности на занятиях по судебной медицине // Тез. 10-й учебно-метод. конф. ТГМИ. — Ашхабад, 1984. — С. 80-81.
- Шагылыджов К. Ш. Вопросы правового воспитания врача на кафедре судебной медицины ТГМИ // Тез. докл. Респ. семинара преподавателей правовых дисциплин неюридических высших и средних спец. уч. заведений ТССР. — Ашхабад, 1984. — С. 11-12.
- Шагылыджов К. Ш., Орлова А. А. Роль кафедры судебной медицины в воспитании студентов // Тез. 10-й учеб.-метод. конф. ТТМИ. — Ашхабад, 1984. — С. 79-80.
- Шагылыджов К. Ш. Гельминтозы в судебно-медицинской диагностике (рецензия на монографию П. И. Максимова и Астафьева, 1984) // Судебно-медицинская экспертиза. — 1985. — № 4. — С. 58.
- Шагылыджов К. Ш., Наубатов Т.X. Некоторые особенности диагностики давности наступления смерти в аридной зоне // Актуальные вопросы судебной медицины и экспертной практики. — Ростов-н/Д, 1985. — С. 50-51.
- Шагылыджов К. Ш., Наубатов Т.X. Опыт внедрения достижений науки и техники в учебный процесс на кафедре судебной медицины // Тез. XI учеб.-метод. конф. преподавательского состава ТГМИ. — Ашхабад, 1985. — С. 68.
- Шагылыджов К. Ш., Орлова А. А. Совершенствование самостоятельной подготовки студентов к практическим занятиям по судебной медицине // Тез. XI учеб.-метод. конф. преподавательского состава ТГМИ. — Ашхабад, 1985. — С. 68-69.
- Шагылыджов К. Ш. К вопросу совершенствования диагностики давности смерти с учетом условий экстремальных зон // Диагностика давности процессов в объектах судебно-медицинской экспертизы. — Кишинев, 1986. — С. 37-40.
- Шагылыджов К. Ш., Наубатов Т.X., Билкун В. В. Определение давности наступления смерти методом автографии в условиях аридной зоны // Здравоохранение Туркменистана. — 1986. — № 1. — С. 3-7.
- Шагылыджов К. Ш., Наубатов Т.X., Билкун В. В. Судебно-медицинская диагностика давности наступления смерти в условиях жаркой аридной зоны методом автографии органов и тканей // 3дравоохранение Туркменистана. — 1986. — № 1. — С. 3-6.
- Шагылыджов К. Ш. Судебно-медицинская характеристика производственного травматизма в ТССР // Тез. 46-й итоговой научн. конф. профессорско-преподав. состава ТГМИ. — Ашхабад, 1986. — С. 16-17.
- Шагылыджов К. Ш. Актуальные вопросы судебно-медицинской танатологии в аридной зоне // Матер. VI научн. конф. НС СМ Лит. ССР. — Каунас, 1987. — С. 28-30.
- Шагылыджов К. Ш., Каубатов Т.X. Особенности судебно-медицинской диагностики давности наступления смерти в условиях аридной зоны // Проблемы теории и практики судебной медицины. — Рига, 1987. — С. 175—178.
- Шагылыджов К. Ш., Наубатов Т.X. Особенности судебно-медицинской диагностики давности наступления смерти в условиях аридной зоны // Проблемы теории и практики судебной медицины: Матер. советско-финского симпозиума по судебной медицине. — Рига, 1987. — С. 175—178.
- Шагылыджов К. Ш. Скоропостижная смерть от ишемической болезни сердца в условиях аридной зоны // Проблемы теории и практики судебной медицины: Матер. советско-финского симпозиума по судебной медицине. — Рига, 1987. — С. 179—183.
- Шагылыджов К. Ш., Шарипов З. Ш., Аманкулиева О. С. Анализ причин смертности при закрытой травме живота // Тез. докл. 48-й науч. конф. профессорско-препод. состава ТГМИ. — Ашхабад, 1988. — С. 74.
- Шагылыджов К. Ш. Опыт борьбы судебно-медицинских учреждений с наркоманиями в Туркменской ССР // Тез. докл. 48-й науч. конф. профессорско-препод. состава ТГМИ. — Ашхабад, 1988. — С. 50.
- Шагылыджов К. Ш., Орлова А. А., Сатылов С. С. Опыт работы судебно-медицинских учреждений по борьбе с наркоманией // Тез. докл. 48-й науч. конф. профессорско-препод. состава ТГМИ. — Ашхабад, 1988. — С. 50.
- Шагылыджов К. Ш., Сатылов С. С., Орлова А. А. Производственный травматизм в Туркменской ССР по материалам судебно-медицинской экспертизы // III Всесоюз. съезд судебных медиков: Тез. докл. — М.; Одесса, 1988. — С. 80.
- Шагылыджов К. Ш., Наубетов Т.X., Скребнев А. В. Установление давности наступления смерти в условиях аридной зоны // III Всесоюз. съезд судебных медиков: Тез. докл. — М.; Одесса, 1988. — С. 167—169.
- Шагылыджов К. Ш. О роли судебно-медицинских учреждений в борьбе с наркоманиями в ТССР // Тез. докл. республ. совещания наркологов «Актуальные вопросы наркологии». — Ашхабад, 1989. — С. 116—118.
- Науменко В. Г., Алисиевич В. И., Концевич И. А., Шагылыджов К. Ш. Состояние и перспективы разработки вопросов судебно-медицинской танатологии в СССР // Судебно-медицинская экспертиза. — 1989. — № 3. — С. 11—14.
- Шагылыджов К. Ш. Состояние и перспективы разработки вопросов судебно-медицинской танатологии в условиях аридной зоны // 1 съезд судебных медиков Казахстана: Тез. докл. — Чимкент, 1989. — С. 32-34.
- Шагылыджов К. Ш., Алабердыев Д. Д. О результатах перестройки судебно-медицинской службы Минздрава ТССР // Тез. I Белорусского съезда патологоанатомов и судебных медиков. — Минск, 1990. — С. 35-38.
- Шагылыджов К. Ш., Аллабердиев Д. Д., Орлова А. А. Об основных видах судебно-медицинской экспертизы по установлению факта употребления наркотических веществ в Туркменской ССР // Тез. докл. респ. науч.-практ. конф. «Актуальные вопросы алкоголизма и наркомании в Туркменской ССР». — Ашхабад, 1990. — С. 59-61.
- Шагылыджов К. Ш., Скребнев А. В. Способ диагностики давности наступления смерти в условиях аридной зоны по диагностике изменения биохимических показателей крови трупа : Метод. реком. — Ашхабад, 1990. — 12 с.
- Шагылыджов К. Ш. Судебно-медицинская экспертиза живых лиц по выявлению следов укола по г. Ашхабаду // Тез. докл. респ. науч.-практ. конф. «Актуальные вопросы наркомании и алкоголизма в Туркменской ССР». — Ашхабад, 1990. — С. 63-64.
- Шагылыджов К. Ш., Скребнев А. В. Диагностика посмертных изменений биохимических показателей крови в условиях аридного климата // Судебно-медицинская экспертиза. — 1991. — № 4. — С. 5-7.
- Шагылыджов К. Ш., Алхабердиев Д. Д. Судебно-медицинская диагностика смерти от алкогольной кардиомиопатии // Тез. докл. республ. науч.-практ. конф. «Актуальные вопросы наркомании и алкоголизма в Туркменской ССР». — Ашхабад, 1991. — С. 61-63.

## Награды
- орден «Знак Почёта»
- шесть медалей СССР
- значок «Отличнику здравоохранения»
- значок «За отличные успехи в работе»
- Заслуженный деятель науки и техники Туркменистана (1991)